# Styringomyia denticulata
Styringomyia denticulata är en tvåvingeart som beskrevs av Alexander 1953. Styringomyia denticulata ingår i släktet Styringomyia och familjen småharkrankar.
Artens utbredningsområde är Madagaskar. Inga underarter finns listade i Catalogue of Life.